# Бреннан, Мойя
Мо́йя Бре́ннан (англ. Moya Brennan; ирл. Máire Philomena Ní Bhraonáin МФА: /mˠaːrʲə nʲiː vɾˠiːn̪ˠaːn/ род. 4 августа 1952 года, Гвидор, Ирландия) — ирландская певица, получившая известность в составе семейного музыкального коллектива «Clannad». C начала 90-х годов начала сольную карьеру. Одна из самых популярных исполнительниц кельтской музыки. Старшая сестра другой известной певицы — Энии (Enya).
Она получила премию «Грэмми» в пяти номинациях и выиграла премию «Эмми». Она записала музыку для нескольких саундтреков, включая «Титаник», «Последняя война» и «Король Артур».
Известна также по сотрудничеству с техно-транс музыкантом под псевдонимом Chicane (Nicholas Bracegirdle).

## Биография

### Ранние годы
Майре Филомена Ни Бренан родилась 4 августа 1952 года в Дублине после того, как ее родители сбежали из графства Донегол, чтобы пожениться в графстве Лаут. Майре была старшим ребенком в музыкальной семье, которая проживала в деревне Гуидор (Гаот Добхайр), районе Гэлтахт в графстве Донегол. Её мать Майре (урожденная Ни Дугайн или Дугган по-английски) была учительницей музыки, а ее отец, Лео Бреннан, был участником группы кабаре, с которой она выступала в детстве.
Она была старшей из девяти детей. У нее есть четыре сестры, Дейрдра, Эйтна (более известная как Эния), Олив и Бридин, и четыре брата, Кирон, Пол, Леон и Бартли. Она пела вместе со своими братьями и сестрами в семейном пабе Leo’s Tavern в деревне Миналек, недалеко от семейного дома. Также она участвовала в пантомимах в местном Amharclann Ghaoth Dobhair (Театр Гуидор). После окончания средней школы Бреннан провела несколько лет в Королевской ирландской музыкальной академии в Дублине, изучая игру на арфе, фортепиано и пение. Она также преподавала музыку в колледже Святого Креста в Фалкарре, графство Донегол.

### Годы с Clannad
В 1970 году Бреннан присоединилась к своим двум братьям Полу и Кирону и братьям-близнецам их матери Ноэлю Дугган (Noel Duggan) и Патрику Дугган (Padraig Duggan) и в конечном итоге была сформирована группа Clannad. Название группы происходит от ирл. an Clann as Dobhair — семья из Dobhair (ирландское название Донегола). Ирландский музыкант и телеведущий Тони МакМахон представил их на телевидении.

## Дискография
Дискография Мойи Бреннан в составе «Clannad»: см. Clannad

### Сольные альбомы
- Máire, (1992)
- Misty Eyed Adventures, (1994)
- Perfect Time, (1998)
- Whisper To The Wild Water, (1999)
- New Irish Hymns, (2002) (с Joanne Hogg и Margaret Becker)
- Two Horizons, (2003)
- Óró — A Live Session, (2005)
- An Irish Christmas, (2005)
- Signature, (2006)
- Heart Strings — A Live Session , (2008)

### Синглы
- Against The Wind, (1992)
- Jealous Heart, (1992)
- Big Yellow Taxi, (1994)
- Heal This Land, (1998)
- The Big Rock, (1998)
- Saltwater, (c Chicane, 1999)
- Follow The Word, (2000)
- Show Me, (2003)
- Show Me — Jakatta Remix, (2003)
- Tara, (2004)
- No One Talks, (2006)
- Merry-Go-Round, (2007)
- Morning Star, (2012)